# Just a Fool
Just a Fool (с англ. — «Просто глупая») — второй сингл американской певицы Кристины Агилеры из её седьмого студийного альбома Lotus (2012), записанный с Блейком Шелтоном, выпущенный 4 декабря 2012 года.
Песня получила много положительных отзывов от музыкальных критиков, которые хвалили звучание трека.

## Чарты
| Чарт (2012–13)                     | Высшая позиция |
| ---------------------------------- | -------------- |
| Канада (Canadian Hot 100)          | 37             |
| Словакия (IFPI)                    | 45             |
| США (Billboard Adult Pop Songs)    | 28             |
| США (Billboard Adult Contemporary) | 23             |
| США (Billboard Hot 100)            | 71             |

## История релиза
| Страна | Выпущен         | Формат                       | Лейбл       |
| ------ | --------------- | ---------------------------- | ----------- |
| США    | 4 декабря 2012  | Contemporary hit radio       | RCA Records |
| США    | 4 декабря 2012  | Hot adult contemporary radio | RCA Records |
| США    | 18 февраля 2013 | Adult contemporary radio     | RCA Records |